# سوجرو إيشيإي
سوجِرو إيشيإي (باليابانية: 石井 壮二郎) (29 مارس 1970 في هيوغو في اليابان – )؛ هو لاعب كرة قدم ياباني سابق كان يلعب كمدافع.

## وصلات خارجية
- سوجرو إيشيإي على موقع رابطة كرة القدم اليابانية للمحترفين (اليابانية)
- سوجرو إيشيإي على موقع عالم كرة القدم.نت (الإنجليزية)